# بسامد بس‌بالا
بر اساس تقسیم‌بندی اتحادیه بین‌المللی مخابرات راه دور، فرکانس بینهایت بالا (به انگلیسی: EHF، Extremely High Frequency) به امواج بین ۳۰ گیگاهرتز تا ۳۰۰ گیگاهرتز گفته می‌شود.